# Rzechcino
Rzechcino (deutsch Rexin) ist ein Dorf in der Woiwodschaft Pommern in Polen.

## Geographische Lage
Rzechcino liegt in Hinterpommern, zwischen den Dörfern Łupawa (Lupow) und Łeba (Leba). Im Nordwesten liegt ein Waldgebiet, jedoch wird das Umland hauptsächlich landwirtschaftlich genutzt. In der Nähe befindet sich ein Talzug aus der Eiszeit, der sich von Rzechcino bis nach Główczyce (Glowitz) erstreckt.

## Geschichte
Rexin war ein alter Lehnssitz einer Familie gleichen Namens. Bis 1804 war das Gut im Besitz dieser Familie von Rexin, danach gehörte es bis einschließlich 1846 einer Familie von Kösteritz. Carl Christoph Ludwig von Kösteritz war 1818 bis 1824 Landrat des Landkreises Stolp. 1846 wurde es für 60.000 Taler an einen Oberamtmann namens Karl Eduard Wüstenberg verkauft, der Modernisierungen einleitete. Insbesondere durch den Einsatz von Düngemitteln gelang es ihm trotz des eher mäßigen Bodens, zwischen 1864 und 1895 den Getreideertrag (Roggen und Hafer) zu verdoppeln und den Kartoffelertrag zu verdreifachen. Hierdurch gelang es ihm, sämtliche Altschulden abzubauen, was unter den vielerorts völlig überschuldeten pommerschen Gütern keine Selbstverständlichkeit war. Aufgrund seiner modernen liberalen Einstellung, seiner nur knapp verlorenen Kandidatur für den Reichstag gegen Arthur Will sowie der erfolgreichen Bewirtschaftung des Gutes war Wüstenberg jedoch unter den meisten pommerschen Junkern unbeliebt. Sein Sohn Karl Wüstenberg setzte die Modernisierungsarbeit fort und führte neue technische Geräte zur Bewirtschaftung ein.
Zum damaligen Gutsbetrieb gehörte auch eine Kartoffelschnapsbrennerei.
Als letzter Eigentümer des Gutes ist die Wüstenbergsche Erbengemeinschaft verzeichnet. Das Gut war insgesamt 936 ha groß. Im März 1945 flohen schließlich viele der Bewohner aus Rexin, das am 9. März um 12 Uhr von sechs bis zehn sowjetischen Panzern besetzt wurde.
Nach Ende des Krieges kam Rexin, wie ganz Hinterpommern, an Polen. Polnische Bürger übernahmen, über einige Jahre mit Deutschen als Zwangsarbeiter, die Bewirtschaftung des Gutes. Im Jahr 1952 waren in Rzechcino noch 175 Deutsche sesshaft. In der Heimatortskartei Pommern sind 219 Vertriebene für das ehemalige Rexin verzeichnet, davon befanden sich zum Zeitpunkt der Erfassung 171 in der Bundesrepublik Deutschland und 48 in der DDR. Von den Bewohnern fielen 19 im Krieg und es gab zehn Zivilopfer zu beklagen. 32 Personen gelten als vermisst.

## Kirche
Die Dorfbevölkerung war vor 1945 fast durchgehend evangelisch. 1925 gab es nur einen einzigen katholischen Einwohner. Das Dorf gehörte zum Kirchspiel Stojentin (heute polnisch: Stowięcino) im Kirchenkreis Stolp-Altstadt der Kirchenprovinz Pommern der Kirche der Altpreußischen Union. Letzter deutscher Geistlicher war Pfarrer Rudolf Kaun. Heute gehören die in Rzechcino lebenden evangelischen Kirchenglieder zur Kirche in Główczyce (Glowitz), die Filialkirche im Pfarrsprengel der Kreuzkirchengemeinde in Słupsk (Stolp) innerhalb der Diözese Pommern-Großpolen der Evangelisch-Augsburgischen Kirche in Polen ist.
Seit 1945 ist der überwiegende Teil der Einwohnerschaft von Rzechcino katholischer Konfession. In Rzechcino wurde eine eigene Kirche errichtet, die den Namen Kościół Świętego Jana Bosko Kapłana trägt und heute Filialkirche der Pfarrei Stowięcino (Stojentin) ist. Sie gehört zum Dekanat Główczyce (Glowitz) im Bistum Pelplin der Katholischen Kirche in Polen.

## Schule

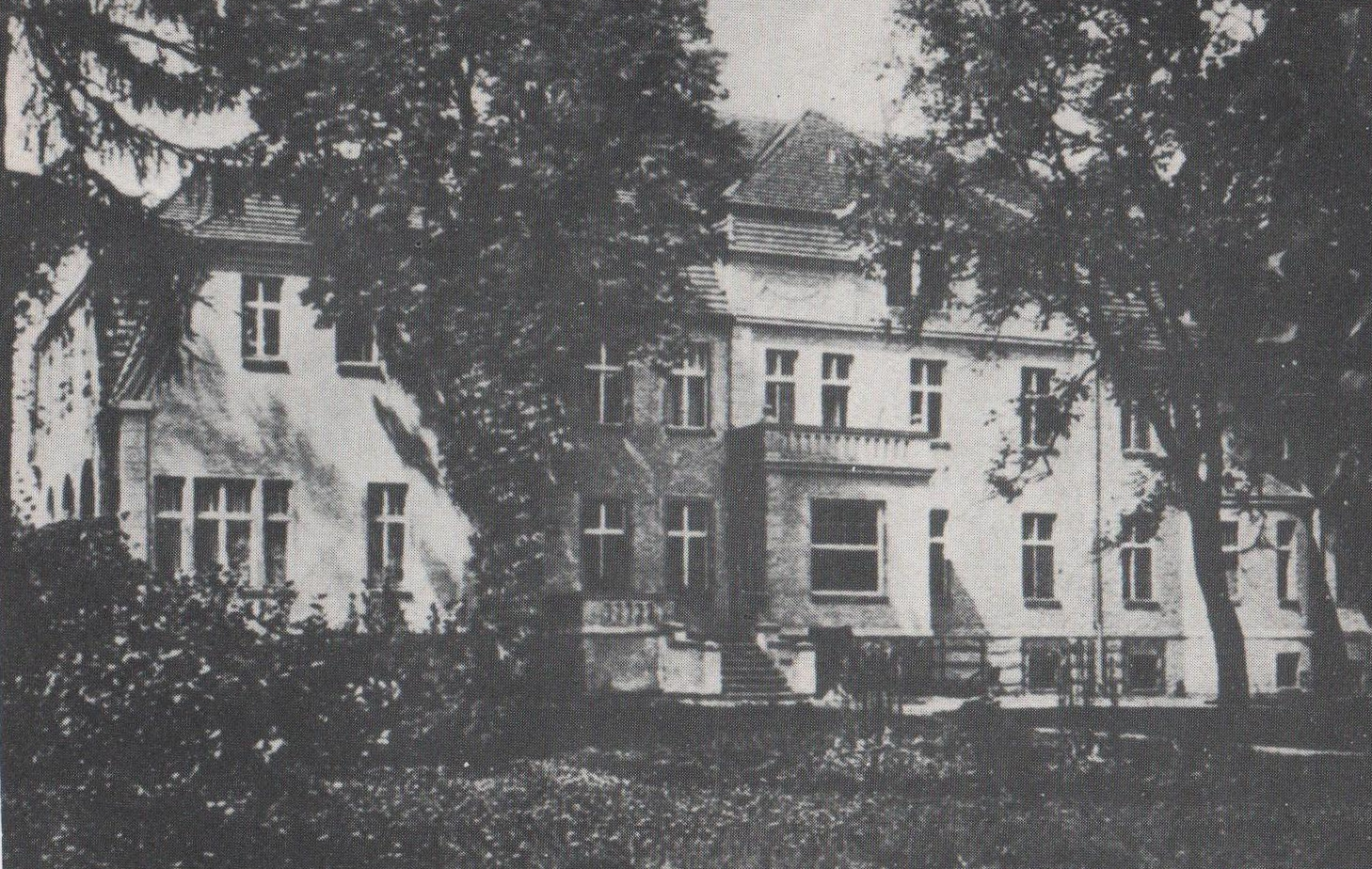
Das Gutshaus Rexin, wahrscheinlich zwischen 1912 und 1945

Über das Schulwesen in Rexin ist nur wenig bekannt. In Aufzeichnungen wird ein erster Schulmeister im Jahr 1767 genannt. 1932 wurden in Rexin in einer zweistufigen Volksschule 76 Schulkinder von zwei Lehrkräften unterrichtet.

## Ehemaliges Gutshaus
- Das Gutshaus fiel zum Ende des Krieges hin einem Brand zum Opfer.

## Söhne und Töchter des Ortes
- Carl Hermann Köster von Kösteritz (1803–1855), deutscher Jurist und Politiker, Mitglied der Frankfurter Nationalversammlung